# 探偵はパシられる
『探偵はパシられる』（たんていはパシられる、英語：THE DETECTIVE IS A SCULLERY MAID.）は、カモシダせぶんによる日本の推理小説。全9編からなる連作短編集。2024年9月19日にPHP研究所から単行本が書き下ろしで刊行された。
史上最弱の探偵にして最強のパシリである神奈川県立N高校の岡部太朗が、パシリで培われた知識と経験で謎を解く日常系ミステリー。

## 制作背景
本作は芸人であるカモシダせぶんの小説デビュー作で、10年ほど前によゐこ濱口が後輩の若手芸人と開催していたライブで披露した、カモシダの学生時代の実体験を下敷きにした「パシリ」を題材にしたコント台本が元ネタの一部となっている。
書店員芸人として活動しているカモシダは「自分でも何か書かないの?」と言われることが多く、コロナ禍で生じた余暇にいくつかの短編小説を書くようになり、小説家の岡崎琢磨から紹介された編集者にエッセイ執筆のオファーを受けた際、「実は小説も書いてます」と見せた小説が本作で、そまま出版の運びとなった。

## あらすじ
ファーストカツアゲ
木更津から川崎の県立N高校に転校してきた3年生の原田広志は、転校初日に不良デビューを目論み1年生の岡部太朗をカツアゲするが、下校時に岡部に声をかけられ、カツアゲのやり方が下手な気がすると指摘される。
最後のあんぱん
「高田ベーカリー」のあんパンを買おうとした刑事の木梨は、最後のあんパンを岡部と取り合うことに。どうしてもこの店のあんパンを食べたい木梨は、千円札を出してあんパンを譲るよう岡部に交渉するが、拒まれる。
詫び名人
S高校の番長・吉益は、自分のことを嗅ぎまわる後輩の沼淵カイトを暴行しカツアゲしたが、その日のうちにカイトの兄である暴走族のヘッド・沼淵ワクに呼び出され、謝罪を要求される。吉益はテレビ電話越しにカイトに謝罪するも「そっちじゃない」と受け入れられず、3日後に再度謝罪することに。何に対して謝罪すべきか分からず、吉益は相談のためファミレスで友人の丸木大也を待つが、岡部が現れる。
面接官はパシリ
大学受験を控える並木猛は面接練習に苦手意識を持ち緊張してうまく自己PRができなかったが、そのことを察した母親が、学業優秀で一目置く猛の2つ年下の従兄弟・岡部を自宅に招き、猛は岡部と面接の練習をすることになる。
消えたメリケン
N高校ボクシング部のエース・村田恭平が国体合宿で不在の間、後輩部員たちがK高校の不良・青山にメリケンサックで襲撃される。青山はその日、N高校でメリケンを紛失し、2日後にそれを隠し持つ部員から暴力で取り戻し、全校生徒に連帯責任で制裁を加えると宣言する。村田はメリケンを隠し持つ部員がいると考え、クラスメイトの丸木に頼み部員を脅してもらい回収しようとするが、丸木はパシリの岡部に探させることにする。
パシリとゲノム
N高校の生物教諭・森合は、毎年授業を受ける生徒に出す課題を提出しなかった丸木に赤点をつけるが、丸木に送り込まれたパシリの岡部から赤点の取り消しを求められたうえ、出された課題には問題点があると指摘される。
取り立てするなら番長に
N高校の図書委員・月島澪は人気図書「やがて透明になる君へ」を借りた3年生の竹下竜司が返却を延滞し督促を無視することから、隣のクラスの岡部を介し番長の丸木に図書の取り立てを依頼する。
校長公認番長
丸木を敵視するN高校の地理教諭・小林が話題に上げた「今年最悪の朝」について校長の宍倉が岡部に説明する。それは大雨が降った卒業式の翌朝に発覚した、卒業式当日の夜9時に5階にある3年生の教室から丸木が全ての机や椅子を大声を上げながら真下の花壇に投げ落とした事件であった。話を聞き終えた岡部は、この事件に校長自身も関わっているのではないかと指摘する。
ヤンキー、空に還る
先天性の重い持病をかかえていた17歳の息子を亡くした父親・御子柴雄介は、息子の友人を名乗る岡部の弔問を受ける。雄介は岡部に、息子が亡くなる間際に書いていた「＋…HコNWの…」と吐血で一部が伏字となったメモ書きを見せる。

## 登場人物
☆：各話の視点主。●：主要人物以外で複数話に登場する人物。

### 主要人物
岡部 太朗（おかべ たろう）☆
本作の主人公。神奈川県立N高校1年1組。番長・丸木のパシリ。
中学の全国模試1位を3年間で3回獲得し内申点もオール5であったが、とんでもなく偏差値が低いN高に進学している。
小柄でヒョロヒョロして握力も女子の平均以下で弱そうだが、短距離走、長距離走のタイムは校内1位、反復横跳びは校内2位の実力。
丸木 大也（まるき だいや）
N高校2年5組。県内最強の番長。身長190センチ以上、分厚い胸板に鷹のように鋭い眼光。関口メンディー顔のイケメン。
中学時代に空手と少林寺拳法で全国1位になった猛者で、誰かを困らせたり、曲がったことをしている連中に力を行使する。
ウィキペディアに武勇伝が書かれたページが存在する。声のボリュームが大きすぎる。甘党であんパンなどが好物。

### ファーストカツアゲ
原田 広志（はらだ ひろし）☆
県立N高校3年生。木更津からの転校生。N高での不良デビューを目論み、転校初日に岡部をカツアゲする。
柳橋（やなぎばし）
木更津の不良高校生。
河野（こうの）
木更津の暴走族のヘッド。

### 最後のあんぱん
木梨 敬介（きなし けいすけ）☆
刑事。仕事の合間に「高田ベーカリー」のあんパンを食べ、紙パックの牛乳を飲むことが仕事のルーティーンと化している。
父親が神奈川県警捜査一課のOB。
福井（ふくい）
課長。木梨の上司。愛嬌はあるが、禁煙しないことを木梨から煙たがられている。

### 詫び名人
吉益 健治（よします けんじ）☆
S高校の番長。丸木の中学の同窓。仲間思いの性格。
沼淵 カイト（ぬまぶち カイト）
S高校1年2組の吉益の後輩。吉益のことを校内で嗅ぎまわっていたことから吉益に体育館裏に呼び出され、一発殴られたうえカツアゲされる。
沼淵 ワク（ぬまぶち ワク）
カイトの兄。暴走族「ヘルコンドル」の総長。吉益のツレを拉致して人質にとり、吉益に弟に謝罪するよう脅しをかける。

### 面接官はパシリ
並木 猛（なみき たける）☆
岡部が「タケ兄」と呼ぶ、二つ年上の近所に住む従兄弟。N大学農学部への進学を考える県立I高校の3年生。
大学受験の面接に苦手意識を持つ。
猛の母
岡部の伯母（岡部の母の姉）。息子が有名大学に進学することを期待している。
甥っ子の岡部のことを「たー君」と呼び、学業優秀な彼に一目置いている。
高橋
猛の家族が毎年宿泊する熱海のホテルのバーテンダー。
マスター
丸木が用心棒を務めるBAR「ドゥマン」のマスター。丸木も頭が上がらない人物。

### 消えたメリケン
村田 京平（むらた きょうへい）☆
N高校2年5組。丸木のクラスメイト。ボクシング部のエース。
青山（あおやま）
K高校の不良学生。N高校に乗り込み、メリケンを装着してボクシング部の村田の後輩たちをボコボコにする。
その後校門でメリケンを紛失したと騒ぎ出し、再び来校してメリケンを取り返し連帯責任で学校全員を血祭りにあげると宣言する。
グレイテスト庄司（グレイテストしょうじ）●
プロレスラー。カリスマ格闘家でのちに政治家に転身している。
ボクシング部の部員たちが公園でふざけて彼のモノマネをしていたところ、青木に言いがかりをつけられ襲われる。
山内（やまうち）
N高校園芸部の部長。3年生。栽培したじゃがいもなどを欲しい人にあげている。
甘粕 優衣（あまかす ゆい）
N高校調理部。2年3組。おかっぱで少し丸顔。穏やかな笑み。丸木のことを「まるまる」と呼ぶ。
丸木から料理やお菓子作りの腕を認められており、本人は丸木にお菓子の課題を味見してもらっている。
堀切（ほりきり）、福田（ふくだ）
N高校調理部の女子部員。青木がN高校に乗り込んだ土曜、調理室でサラダの調理対決をしていた。
多田 沙耶香（ただ さやか）
N高校演劇部の部長。3年生。青木がN高校に乗り込んだ騒動で稽古を邪魔されボクシング部を恨んでいる。
佐藤 大志（さとう だいし）
A高校ボクシング部。インターハイでの村田の対戦相手。

### パシリとゲノム
森合（もりあい）☆
N高校の生物教諭。42歳。通称モリセン。園芸部の顧問。N高校の裏サイトで好きな先生1位。
身長182センチの女子受けする顔。遺伝子について強い執着心を持つ。
安住 梨華（あずみ りか）
N高校女子バスケ部。1年2組。森合に女子バスケ部の顧問になってほしいと懇願する。
山上（やまがみ）
N高校女子バスケ部の部長。
小林（こばやし）●
N高校の地理教諭。女子バスケ部の顧問。マジメだが説教が長くオヤジ臭が凄いと部員に嫌がられている。
不良生徒は排除すべきで対話の必要なしという考えを持ち、丸木を目に敵にしている。
瀬田（せた）
4年前、N高校に在籍していた生徒。養子縁組。
井上 創（いのうえ そう）
4年前、N高校に在籍していた生徒。瀬田の友人。
井上 恭太（いのうえ きょうた）
N高校1年4組。創の弟。
森合の祖母
森合の母方の祖母。森合が遺伝子に執着するきっかけを与える。
丸木の母親
スナックで働くシングルマザー。美人。

### 取り立てするなら番長に
月島 澪（つきしま みお）☆
N高校1年2組。図書委員。読書好きで中学時代に小説執筆に没頭し、成績順位を下げN高校に入学している。
自身のことを陰キャラ読書オタと自認している。伊藤健太郎や高橋一生のような文系イケメンが好み。
竹下 竜司（たけした りゅうじ）
N高校の3年生。髪も眉毛もない強面の不良生徒。
図書室で晴海裕介の「やがて透明になる君へ」を借り、返却せず3週間延滞する。父親と二人暮らし。
原田 夕子（はらだ ゆうこ）
入院中の高校1年。
せいじ●
竹下の会話に出てくる丸木や岡部と行動をともにしていた生徒。

### 校長公認番長
宍倉（ししくら）☆
N高校の校長。55歳。柔和な顔立ち。学生時代からロック、パンク、HIPHOPとジャンルレスの音楽愛好家。
人助けをすることから丸木を認めるところがあり、退学にならないよう味方している。
田松（たまつ）
N高校の生徒会役員。よく松田と間違えられるが、自身も宍倉を穴倉と呼び間違える。
九条（くじょう）
N高校の生徒。喫煙で宍倉から注意を受けており、ワイヤレスイヤホンをする宍倉に「補聴器付けたジジイ」と悪態をつく。
飯田（いいだ）
前年度のN高校の卒業生。ダンスコンクールで世界大会に出場している。
山元（やまもと）
前年度のN高校の卒業生。小林の話では名前の知られた生徒で食に興味があるらしく、卒業後すぐに修行にいくと言っていた。
川崎純情小町（かわさきじゅんじょうこまち）
川崎のご当地アイドル。丸木の推し。

### ヤンキー、空に還る
御子柴 雄介（みこしば ゆうすけ）☆
父子家庭の父親。消化器官に先天性の重い持病をかかえていた17歳の息子を亡くす。
妻・春美とは13年前に死別している。
御子柴 春美（みこしば はるみ）
雄介の亡き妻。元モデル。13年前に不慮の事故で亡くなる。

## 書誌情報
- PHP研究所、2024年9月19日発売、ISBN 978-4-569-85745-9